# Copa América 2007
De Copa América 2007 was de 42e editie van de Copa América, het voetbalkampioenschap van Zuid-Amerika. Het toernooi werd in 2007 voor de eerste keer gehouden in Venezuela, tussen 26 juni en 15 juli 2007. Brazilië verdedigde de titel die het in 2004 behaalde.
Naast de landen van de CONMEBOL waren de Verenigde Staten en Mexico uitgenodigd om deel te nemen. De Amerikanen en Mexicanen speelden op 24 juni nog in de finale van het kampioenschap van Noord en Midden-Amerika en de Caraïben, de CONCACAF Gold Cup 2007, die door de Amerikanen werd gewonnen. De winnaar van het toernooi (behalve als dit een uitgenodigd team was), mocht deelnemen aan de FIFA Confederations Cup 2009.

## Deelnemende landen
| Land             | Aantal deelnames | Huidig aantal deelnames op rij | Vorige deelname | Aantal overwinningen tot 2007 | Prestatie    |
| ---------------- | ---------------- | ------------------------------ | --------------- | ----------------------------- | ------------ |
| Argentinië       | 38ste            | 2                              | 2004            | 14                            | tweede       |
| Bolivia          | 23ste            | 15                             | 2004            | 1                             | eerste ronde |
| Brazilië (t)     | 33ste            | 13                             | 2004            | 7                             | kampioen     |
| Chili            | 35ste            | 14                             | 2004            | 0                             | kwartfinale  |
| Colombia         | 18de             | 13                             | 2004            | 1                             | eerste ronde |
| Ecuador          | 24ste            | 13                             | 2004            | 0                             | eerste ronde |
| Mexico           | 7de              | 7                              | 2004            | 0                             | derde        |
| Paraguay         | 33ste            | 17                             | 2004            | 2                             | kwartfinale  |
| Peru             | 28ste            | 13                             | 2004            | 2                             | kwartfinale  |
| Uruguay          | 40ste            | 14                             | 2004            | 14                            | vierde       |
| Verenigde Staten | 3de              | 1                              | 1995            | 0                             | eerste ronde |
| Venezuela (g)    | 14de             | 14                             | 2004            | 0                             | kwartfinale  |

- (g) = gastland
- (t) = titelverdediger

## Stadions
| San Cristóbal                         |                                 | Barquisimeto                   |  | Caracas        |  |
| Estadio Polideportivo de Pueblo Nuevo | Estadio Metropolitano de Lara   | Estadio Olímpico de la UCV     |  |                |  |
| Capaciteit: 40.000                    | Capaciteit: 42.000              | Capaciteit: 40.000             |  |                |  |
| Barinas                               |                                 | Mérida                         |  | Maturín        |  |
| Estadio Agustín Tovar                 | Estadio Metropolitano de Mérida | Estadio Monumental de Maturín  |  |                |  |
| Capaciteit: 27.500                    | Capaciteit: 40.000              | Capaciteit: 52.000             |  |                |  |
| Maracaibo                             |                                 | Puerto la Cruz                 |  | Ciudad Guayana |  |
| Estadio José Pachencho Romero         | Estadio Olímpico Luis Ramos     | Estadio Polideportivo Cachamay |  |                |  |
| Capaciteit: 40.000                    | Capaciteit: 38.000              | Capaciteit: 41.600             |  |                |  |
| Speellocaties                         |                                 |                                |  |                |  |

## Scheidsrechters
De organisatie nodigde in totaal dertien scheidsrechters uit voor 26 duels. Tussen haakjes staat het aantal gefloten duels tijdens de Copa América 2007.

## Groepsfase
De twee beste teams per groep gaan door naar de kwartfinale, aangevuld met de twee beste nummers drie.

### Groep A
| Land      | Wed | Win | Gel | Ver | DV | DT | +/− | Pnt |
| --------- | --- | --- | --- | --- | -- | -- | --- | --- |
| Venezuela | 3   | 1   | 2   | 0   | 4  | 2  | +2  | 5   |
| Peru      | 3   | 1   | 1   | 1   | 5  | 4  | +1  | 4   |
| Uruguay   | 3   | 1   | 1   | 1   | 1  | 3  | –2  | 4   |
| Bolivia   | 3   | 0   | 2   | 1   | 2  | 3  | –1  | 2   |

|                                                       |         |                                                               |      |                                                                                           |
| 26 juni 2007 «onderlinge duels» 18:00 uur (00:00 MET) | Uruguay | 0 – 3                                                         | Peru | Estadio Polideportivo, San Cristóbal Toeschouwers: 23.000 Scheidsrechter: Carlos Amarilla |
| 26 juni 2007 «onderlinge duels» 18:00 uur (00:00 MET) |         | 26' Miguel Villalta 68' Juan Carlos Marino 88' Paolo Guerrero |      | Estadio Polideportivo, San Cristóbal Toeschouwers: 23.000 Scheidsrechter: Carlos Amarilla |

|                                                       |                                          |       |                                       |                                                                                               |
| 26 juni 2007 «onderlinge duels» 20:45 uur (02:45 MET) | Venezuela                                | 2 – 2 | Bolivia                               | Estadio Metropolitano de Mérida, Mérida Toeschouwers: 40.000 Scheidsrechter: Mauricio Reinoso |
| 26 juni 2007 «onderlinge duels» 20:45 uur (02:45 MET) | Giancarlo Maldonado 21' Ricardo Páez 56' |       | 38' Jaime Moreno 84' Juan Carlos Arce | Estadio Metropolitano de Mérida, Mérida Toeschouwers: 40.000 Scheidsrechter: Mauricio Reinoso |

|                                                       |         |                     |         |                                                                                            |
| 30 juni 2007 «onderlinge duels» 16:00 uur (22:00 MET) | Bolivia | 0 – 1               | Uruguay | Estadio Polideportivo, San Cristóbal Toeschouwers: 40.000 Scheidsrechter: Baldomero Toledo |
| 30 juni 2007 «onderlinge duels» 16:00 uur (22:00 MET) |         | 58' Vicente Sánchez |         | Estadio Polideportivo, San Cristóbal Toeschouwers: 40.000 Scheidsrechter: Baldomero Toledo |

|                                                       |                                            |       |      |                                                                                            |
| 30 juni 2007 «onderlinge duels» 18:15 uur (00:15 MET) | Venezuela                                  | 2 – 0 | Peru | Estadio Polideportivo, San Cristóbal Toeschouwers: 40.000 Scheidsrechter: Benito Archundia |
| 30 juni 2007 «onderlinge duels» 18:15 uur (00:15 MET) | Alejandro Cichero 48' Daniel Arismendi 79' |       |      | Estadio Polideportivo, San Cristóbal Toeschouwers: 40.000 Scheidsrechter: Benito Archundia |

|                                                      |                                         |       |                                    |                                                                                             |
| 3 juli 2007 «onderlinge duels» 18:30 uur (00:30 MET) | Peru                                    | 2 – 2 | Bolivia                            | Estadio Metropolitano de Mérida, Mérida Toeschouwers: 42.000 Scheidsrechter: Carlos Chandía |
| 3 juli 2007 «onderlinge duels» 18:30 uur (00:30 MET) | Claudio Pizarro 34' Claudio Pizarro 85' |       | 24' Jaime Moreno 60' Ronald Raldes | Estadio Metropolitano de Mérida, Mérida Toeschouwers: 42.000 Scheidsrechter: Carlos Chandía |

|                                                      |           |       |         |                                                                                           |
| 3 juli 2007 «onderlinge duels» 20:45 uur (02:45 MET) | Venezuela | 0 – 0 | Uruguay | Estadio Metropolitano de Mérida, Mérida Toeschouwers: 42.000 Scheidsrechter: Carlos Simon |
| 3 juli 2007 «onderlinge duels» 20:45 uur (02:45 MET) |           |       |         | Estadio Metropolitano de Mérida, Mérida Toeschouwers: 42.000 Scheidsrechter: Carlos Simon |

### Groep B
| Land     | Wed | Win | Gel | Ver | DV | DT | +/− | Pnt |
| -------- | --- | --- | --- | --- | -- | -- | --- | --- |
| Mexico   | 3   | 2   | 1   | 0   | 4  | 1  | +3  | 7   |
| Brazilië | 3   | 2   | 0   | 1   | 4  | 2  | +2  | 6   |
| Chili    | 3   | 1   | 1   | 1   | 3  | 5  | –2  | 4   |
| Ecuador  | 3   | 0   | 0   | 3   | 3  | 6  | –3  | 0   |

|                                                       |                                                |       |                                                             |                                                                                        |
| 27 juni 2007 «onderlinge duels» 18:30 uur (00:30 MET) | Ecuador                                        | 2 – 3 | Chili                                                       | Polideportivo Cachamay, Ciudad Guayana Toeschouwers: 35.000 Scheidsrechter: Óscar Ruiz |
| 27 juni 2007 «onderlinge duels» 18:30 uur (00:30 MET) | Luis Antonio Valencia 16' Cristian Benítez 23' |       | 21' Humberto Suazo 80' Humberto Suazo 87' Carlos Villanueva | Polideportivo Cachamay, Ciudad Guayana Toeschouwers: 35.000 Scheidsrechter: Óscar Ruiz |

|                                                       |          |                                     |        |                                                                                             |
| 27 juni 2007 «onderlinge duels» 20:45 uur (02:45 MET) | Brazilië | 0 – 2                               | Mexico | Polideportivo Cachamay, Ciudad Guayana Toeschouwers: 40.000 Scheidsrechter: Sergio Pezzotta |
| 27 juni 2007 «onderlinge duels» 20:45 uur (02:45 MET) |          | 24' Nery Castillo 29' Ramón Morales |        | Polideportivo Cachamay, Ciudad Guayana Toeschouwers: 40.000 Scheidsrechter: Sergio Pezzotta |

|                                                      |                                  |       |                   |                                                                                           |
| 1 juli 2007 «onderlinge duels» 16:00 uur (22:00 MET) | Mexico                           | 2 – 1 | Ecuador           | Estadio Monumental de Maturín, Maturín Toeschouwers: 52.000 Scheidsrechter: Carlos Torres |
| 1 juli 2007 «onderlinge duels» 16:00 uur (22:00 MET) | Nery Castillo 21' Omar Bravo 80' |       | 85' Edison Méndez | Estadio Monumental de Maturín, Maturín Toeschouwers: 52.000 Scheidsrechter: Carlos Torres |

|                                                  |                                           |       |       |                                                                                         |
| 1 juli 2007 «onderlinge duels» 18:15 (00:15 MET) | Brazilië                                  | 3 – 0 | Chili | Estadio Monumental de Maturín, Maturín Toeschouwers: 52.000 Scheidsrechter: René Ortube |
| 1 juli 2007 «onderlinge duels» 18:15 (00:15 MET) | Robinho (pen) 36' Robinho 84' Robinho 88' |       |       | Estadio Monumental de Maturín, Maturín Toeschouwers: 52.000 Scheidsrechter: René Ortube |

|                                                      |        |       |       |                                                                                                  |
| 4 juli 2007 «onderlinge duels» 18:30 uur (00:30 MET) | Mexico | 0 – 0 | Chili | Estadio Olímpico Luis Ramos, Puerto La Cruz Toeschouwers: 38.000 Scheidsrechter: Carlos Amarilla |
| 4 juli 2007 «onderlinge duels» 18:30 uur (00:30 MET) |        |       |       | Estadio Olímpico Luis Ramos, Puerto La Cruz Toeschouwers: 38.000 Scheidsrechter: Carlos Amarilla |

|                                                      |                   |       |         |                                                                                                  |
| 4 juli 2007 «onderlinge duels» 20:45 uur (02:45 MET) | Brazilië          | 1 – 0 | Ecuador | Estadio Olímpico Luis Ramos, Puerto La Cruz Toeschouwers: 38.000 Scheidsrechter: Sergio Pezzotta |
| 4 juli 2007 «onderlinge duels» 20:45 uur (02:45 MET) | Robinho (pen) 56' |       |         | Estadio Olímpico Luis Ramos, Puerto La Cruz Toeschouwers: 38.000 Scheidsrechter: Sergio Pezzotta |

### Groep C
| Land             | Wed | Win | Gel | Ver | DV | DT | +/− | Pnt |
| ---------------- | --- | --- | --- | --- | -- | -- | --- | --- |
| Argentinië       | 3   | 3   | 0   | 0   | 9  | 3  | +6  | 9   |
| Paraguay         | 3   | 2   | 0   | 1   | 8  | 2  | +6  | 6   |
| Colombia         | 3   | 1   | 0   | 2   | 3  | 9  | –6  | 3   |
| Verenigde Staten | 3   | 0   | 0   | 3   | 2  | 8  | –6  | 0   |

|                                                       | |       |          |                                                                                               |
| 28 juni 2007 «onderlinge duels» 18:30 uur (00:30 MET) | Paraguay                                                                                                 | 5 – 0 | Colombia | Estadio José Pachencho Romero, Maracaibo Toeschouwers: 34.500 Scheidsrechter: Jorge Larrionda |
| 28 juni 2007 «onderlinge duels» 18:30 uur (00:30 MET) | Roque Santa Cruz 30' Roque Santa Cruz 46' Roque Santa Cruz 80' Salvador Cabañas 84' Salvador Cabañas 87' |       |          | Estadio José Pachencho Romero, Maracaibo Toeschouwers: 34.500 Scheidsrechter: Jorge Larrionda |

|                                                       |                                                                      |       |                         |                                                                                              |
| 28 juni 2007 «onderlinge duels» 20:45 uur (02:45 MET) | Argentinië                                                           | 4 – 1 | Verenigde Staten        | Estadio José Pachencho Romero, Maracaibo Toeschouwers: 34.500 Scheidsrechter: Carlos Chandía |
| 28 juni 2007 «onderlinge duels» 20:45 uur (02:45 MET) | Hernán Crespo 11' Hernán Crespo 64' Pablo Aimar 78' Carlos Tévez 85' |       | 9' (pen.) Eddie Johnson | Estadio José Pachencho Romero, Maracaibo Toeschouwers: 34.500 Scheidsrechter: Carlos Chandía |

|                                                      |                   |       |                                                          |                                                                                   |
| 2 juli 2007 «onderlinge duels» 18:30 uur (00:30 MET) | Verenigde Staten  | 1 – 3 | Paraguay                                                 | Estadio Agustín Tovar, Barinas Toeschouwers: 23.000 Scheidsrechter: Victor Rivera |
| 2 juli 2007 «onderlinge duels» 18:30 uur (00:30 MET) | Ricardo Clark 40' |       | 29' Edgar Barreto 55' Óscar Cardozo 90' Salvador Cabañas | Estadio Agustín Tovar, Barinas Toeschouwers: 23.000 Scheidsrechter: Victor Rivera |

|                                                      |                                                                         |       |                                       |                                                                                            |
| 2 juli 2007 «onderlinge duels» 20:45 uur (02:45 MET) | Argentinië                                                              | 4 – 2 | Colombia                              | Estadio José Pachencho Romero, Maracaibo Toeschouwers: 35.000 Scheidsrechter: Carlos Simon |
| 2 juli 2007 «onderlinge duels» 20:45 uur (02:45 MET) | Hernán Crespo 20' (pen.) Juan Román Riquelme 34' 45' Diego Milito 90+1' |       | 10' Edixon Perea 73' Jaime Castrillón | Estadio José Pachencho Romero, Maracaibo Toeschouwers: 35.000 Scheidsrechter: Carlos Simon |

|                                                      |                  |                      |          |                                                                                          |
| 5 juli 2007 «onderlinge duels» 18:30 uur (00:30 MET) | Verenigde Staten | 0 – 1                | Colombia | Estadio Metropolitano, Barquisimeto Toeschouwers: 37.500 Scheidsrechter: Manuel Andarcia |
| 5 juli 2007 «onderlinge duels» 18:30 uur (00:30 MET) |                  | 15' Jaime Castrillón |          | Estadio Metropolitano, Barquisimeto Toeschouwers: 37.500 Scheidsrechter: Manuel Andarcia |

|                                                      |                       |       |          |                                                                                          |
| 5 juli 2007 «onderlinge duels» 20:45 uur (02:45 MET) | Argentinië            | 1 – 0 | Paraguay | Estadio Metropolitano, Barquisimeto Toeschouwers: 37.500 Scheidsrechter: Jorge Larrionda |
| 5 juli 2007 «onderlinge duels» 20:45 uur (02:45 MET) | Javier Mascherano 79' |       |          | Estadio Metropolitano, Barquisimeto Toeschouwers: 37.500 Scheidsrechter: Jorge Larrionda |

### Nummers 3
| Grp | Team     | Pld | G | G | V | DV | DT | DS | Pnt |
| --- | -------- | --- | - | - | - | -- | -- | -- | --- |
| B   | Chili    | 3   | 1 | 1 | 1 | 3  | 5  | −2 | 4   |
| A   | Uruguay  | 3   | 1 | 1 | 1 | 1  | 3  | −2 | 4   |
| C   | Colombia | 3   | 1 | 0 | 2 | 3  | 9  | −6 | 3   |

## Knock-outfase
|  | kwartfinale             | kwartfinale            |                     |       | halve finale      | halve finale      |   |  | finale | finale |
|  |                         |                        |                     |       |                   |                   |   |  |        |        |
|  | 7 juli – San Cristóbal  |                        |                     |       |                   |                   |   |  |        |        |
|  |                         |                        |                     |       |                   |                   |   |  |        |        |
|  | Venezuela               | 1                      |                     |       |                   |                   |   |  |        |        |
|  | Venezuela               | 1                      | 10 juli – Maracaibo |       |                   |                   |   |  |        |        |
|  | Uruguay                 | 4                      |                     |       |                   |                   |   |  |        |        |
|  | Uruguay                 | 4                      | Uruguay             | 2 (4) |                   |                   |   |  |        |        |
|  | 7 juli – Puerto la Cruz |                        | Uruguay             | 2 (4) |                   |                   |   |  |        |        |
|  |                         | Brazilië               | 2 (5)               |       |                   |                   |   |  |        |        |
|  | Chili                   | Brazilië               | 2 (5)               | 1     |                   |                   |   |  |        |        |
|  | Chili                   |                        | 15 juli – Maracaibo | 1     |                   |                   |   |  |        |        |
|  | Brazilië                | 6                      |                     |       |                   |                   |   |  |        |        |
|  | Brazilië                | 6                      | Brazilië            | 3     |                   |                   |   |  |        |        |
|  | 8 juli – Maturín        |                        | Brazilië            | 3     |                   |                   |   |  |        |        |
|  |                         | Argentinië             | 0                   |       |                   |                   |   |  |        |        |
|  | Mexico                  | Argentinië             | 0                   | 6     |                   |                   |   |  |        |        |
|  | Mexico                  | 11 juli – Puerto Ordaz |                     | 6     |                   |                   |   |  |        |        |
|  | Paraguay                | 0                      |                     |       |                   |                   |   |  |        |        |
|  | Paraguay                | 0                      | Mexico              | 0     | derde plaats      | derde plaats      |   |  |        |        |
|  | 8 juli – Barquisimeto   |                        | Mexico              | 0     | derde plaats      | derde plaats      |   |  |        |        |
|  |                         | Argentinië             | 3                   |       | 14 juli – Caracas | 14 juli – Caracas |   |  |        |        |
|  | Argentinië              | Argentinië             | 3                   | 4     | 14 juli – Caracas | 14 juli – Caracas |   |  |        |        |
|  | Argentinië              |                        |                     |       |                   | Uruguay           | 1 |  |        |        |
|  | Peru                    | 0                      |                     |       |                   | Uruguay           | 1 |  |        |        |
|  | Peru                    | 0                      | Mexico              | 3     |                   |                   |   |  |        |        |
|  |                         |                        | Mexico              | 3     |                   |                   |   |  |        |        |

### Kwartfinales
|                                                      |                 |       |                                                                                     |                                                                                          |
| 7 juli 2007 «onderlinge duels» 18:05 uur (00:05 MET) | Venezuela       | 1 – 4 | Uruguay                                                                             | Estadio Polideportivo, San Cristóbal Toeschouwers: 41.200 Scheidsrechter: Carlos Chandía |
| 7 juli 2007 «onderlinge duels» 18:05 uur (00:05 MET) | Juan Arango 41' |       | 38' Diego Forlán 62' Pablo Gabriel García 87' Cristian Rodríguez 90+1' Diego Forlán | Estadio Polideportivo, San Cristóbal Toeschouwers: 41.200 Scheidsrechter: Carlos Chandía |

|                                                      |                    |       |                                                                               |                                                                                                  |
| 7 juli 2007 «onderlinge duels» 20:50 uur (02:50 MET) | Chili              | 1 – 6 | Brazilië                                                                      | Estadio Olímpico Luis Ramos, Puerto la Cruz Toeschouwers: 38.000 Scheidsrechter: Jorge Larrionda |
| 7 juli 2007 «onderlinge duels» 20:50 uur (02:50 MET) | Humberto Suazo 76' |       | 16' Juan 23' Júlio Baptista 28' Robinho 51' Robinho 69' Josué 84' Vágner Love | Estadio Olímpico Luis Ramos, Puerto la Cruz Toeschouwers: 38.000 Scheidsrechter: Jorge Larrionda |

|                                                      | |       |          |                                                                                             |
| 8 juli 2007 «onderlinge duels» 16:05 uur (22:05 MET) | Mexico | 6 – 0 | Paraguay | Estadio Monumental de Maturín, Maturín Toeschouwers: 52.000 Scheidsrechter: Sergio Pezzotta |
| 8 juli 2007 «onderlinge duels» 16:05 uur (22:05 MET) | Nery Castillo 5' (pen.) Gerardo Torrado 27' Nery Castillo 39' Fernando Arce 79' Cuauhtémoc Blanco 87' (pen.) Omar Bravo 90+1' |       |          | Estadio Monumental de Maturín, Maturín Toeschouwers: 52.000 Scheidsrechter: Sergio Pezzotta |

|                                                      |                                                                                        |       |      |                                                                                       |
| 8 juli 2007 «onderlinge duels» 18:50 uur (00:50 MET) | Argentinië                                                                             | 4 – 0 | Peru | Estadio Metropolitano, Barquisimeto Toeschouwers: 38.800 Scheidsrechter: Carlos Simon |
| 8 juli 2007 «onderlinge duels» 18:50 uur (00:50 MET) | Juan Román Riquelme 47' Lionel Messi 61' Javier Mascherano 75' Juan Román Riquelme 86' |       |      | Estadio Metropolitano, Barquisimeto Toeschouwers: 38.800 Scheidsrechter: Carlos Simon |

### Halve finales
|                                                   | |       |                                                            |                                                                                          |
| 10 juli 2007 «onderlinge duels» 20:50 (02:50 MET) | Uruguay | 2 – 2 | Brazilië                                                   | Estadio José Pachencho Romero, Maracaibo Toeschouwers: 38.100 Scheidsrechter: Óscar Ruiz |
| 10 juli 2007 «onderlinge duels» 20:50 (02:50 MET) | Diego Forlán 45' Sebastián Abreu 69'                                                                             |       | 13' Maicon 45' Júlio Baptista                              | Estadio José Pachencho Romero, Maracaibo Toeschouwers: 38.100 Scheidsrechter: Óscar Ruiz |
| 10 juli 2007 «onderlinge duels» 20:50 (02:50 MET) | Strafschoppen |       |                                                            | Estadio José Pachencho Romero, Maracaibo Toeschouwers: 38.100 Scheidsrechter: Óscar Ruiz |
| 10 juli 2007 «onderlinge duels» 20:50 (02:50 MET) | Diego Forlán Andrés Scotti Ignacio González Cristian Rodríguez Sebastián Abreu Pablo Gabriel García Diego Lugano | 4 – 5 | Robinho Juan Gilberto Silva Afonso Diego Fernando Gilberto | Estadio José Pachencho Romero, Maracaibo Toeschouwers: 38.100 Scheidsrechter: Óscar Ruiz |

|                                                   |        |                                                                    |            |                                                                                                  |
| 11 juli 2007 «onderlinge duels» 20:50 (02:50 MET) | Mexico | 0 – 3                                                              | Argentinië | Estadio Polideportivo Cachamay, Puerto Ordaz Toeschouwers: 41.600 Scheidsrechter: Carlos Chandía |
| 11 juli 2007 «onderlinge duels» 20:50 (02:50 MET) |        | 45' Gabriel Heinze 61' Lionel Messi 65' (pen.) Juan Román Riquelme |            | Estadio Polideportivo Cachamay, Puerto Ordaz Toeschouwers: 41.600 Scheidsrechter: Carlos Chandía |

### Troostfinale
|                                           |                            |       |                                                                 |                                                                                 |
| 14 juli 2007 «onderlinge duels» 17:05 EDT | Uruguay                    | 1 – 3 | Mexico                                                          | Estadio Olímpico, Caracas Toeschouwers: 25.000 Scheidsrechter: Mauricio Reinoso |
| 14 juli 2007 «onderlinge duels» 17:05 EDT | Sebastián Abreu 13' (pen.) |       | 38' (pen.) Cuauhtémoc Blanco 68' Omar Bravo 76' Andrés Guardado | Estadio Olímpico, Caracas Toeschouwers: 25.000 Scheidsrechter: Mauricio Reinoso |

### Finale
|                                           |                                                             |       |            |                                                                                               |
| 15 juli 2007 «onderlinge duels» 17:05 EDT | Brazilië                                                    | 3 – 0 | Argentinië | Estadio José Pachencho Romero, Maracaibo Toeschouwers: 40.000 Scheidsrechter: Carlos Amarilla |
| 15 juli 2007 «onderlinge duels» 17:05 EDT | Júlio Baptista 4' Roberto Ayala 40' (e.d.) Daniel Alves 69' |       |            | Estadio José Pachencho Romero, Maracaibo Toeschouwers: 40.000 Scheidsrechter: Carlos Amarilla |

|                     |
| Vlag van Brazilië   |
| BRAZILIË 8ste titel |

## Toernooiranglijst
| Plaats                          | Land             | GW | Win | Gel | Ver | DV | DT | +/− | Pnt |
| ------------------------------- | ---------------- | -- | --- | --- | --- | -- | -- | --- | --- |
|                                 | Brazilië         | 6  | 4   | 1   | 1   | 15 | 5  | +10 | 13  |
|                                 | Argentinië       | 6  | 5   | 0   | 1   | 16 | 6  | +10 | 15  |
|                                 | Mexico           | 6  | 4   | 1   | 1   | 13 | 5  | +8  | 13  |
| 4                               | Uruguay          | 6  | 2   | 2   | 2   | 8  | 9  | −1  | 8   |
| Uitgeschakeld in de Kwartfinale |                  |    |     |     |     |    |    |     |     |
| 5                               | Paraguay         | 4  | 2   | 0   | 2   | 8  | 8  | 0   | 6   |
| 6                               | Venezuela        | 4  | 1   | 2   | 1   | 5  | 6  | −1  | 5   |
| 7                               | Peru             | 4  | 1   | 1   | 2   | 5  | 8  | −3  | 4   |
| 8                               | Chili            | 4  | 1   | 1   | 2   | 4  | 11 | −7  | 4   |
| Uitgeschakeld in de Groepsfase  |                  |    |     |     |     |    |    |     |     |
| 9                               | Colombia         | 3  | 1   | 0   | 2   | 3  | 9  | −6  | 3   |
| 10                              | Bolivia          | 3  | 0   | 2   | 1   | 4  | 5  | −1  | 2   |
| 11                              | Ecuador          | 3  | 0   | 0   | 3   | 3  | 6  | −3  | 0   |
| 12                              | Verenigde Staten | 3  | 0   | 0   | 3   | 2  | 8  | −6  | 0   |

## Doelpuntenmakers
6 doelpunten
- Robinho

5 doelpunten
- Juan Román Riquelme

4 doelpunten
- Nery Castillo

3 doelpunten
- Hernán Crespo
- Júlio Baptista
- Humberto Suazo

- Omar Bravo
- Salvador Cabañas

- Roque Santa Cruz
- Diego Forlán

2 doelpunten
- Javier Mascherano
- Lionel Messi
- Jaime Moreno

- Jaime Castrillón
- Cuauhtémoc Blanco

- Claudio Pizarro
- Sebastián Abreu

1 doelpunt
- Pablo Aimar
- Gabriel Heinze
- Diego Milito
- Carlos Tevez
- Juan Carlos Arce
- Jhasmani Campos
- Daniel Alves
- Josué
- Juan
- Vágner Love
- Maicon
- Carlos Villanueva

- Edixon Perea
- Cristian Benítez
- Edison Méndez
- Antonio Valencia
- Fernando Arce
- Andrés Guardado
- Ramón Morales
- Gerardo Torrado
- Edgar Barreto
- Óscar Cardozo
- José Paolo Guerrero
- Juan Carlos Mariño

- Miguel Villalta
- Ricardo Clark
- Eddie Johnson
- Pablo García
- Cristian Rodríguez
- Vicente Sánchez
- Juan Arango
- Daniel Arismendi
- Alejandro Cichero
- Giancarlo Maldonado
- Ricardo David Páez

Eigen doelpunt
- Roberto Ayala (Tegen Brazilië)

1916 · 
1917 · 
1919 · 
1920 · 
1921 · 
1922 · 
1923 · 
1924 · 
1925 · 
1926 · 
1927 · 
1929 · 
1935 · 
1937 · 
1939 · 
1941 · 
1942 · 
1945 · 
1946 · 
1947 · 
1949 · 
1953 · 
1955 · 
1956 · 
1957 · 
1959 · 
1959 · 
1963 · 
1967 · 
1975 · 
1979 · 
1983 · 
1987 · 
1989 · 
1991 · 
1993 · 
1995 · 
1997 · 
1999 · 
2001 · 
2004 · 
2007 · 
2011 · 
2015 · 
2016 ·
2019 ·
2021 ·
2024